# سانتا الیزابتا
سانتا الیزابتا (به ایتالیایی: Santa Elisabetta) یک کومونه در ایتالیا است که در استان آگریجنتو واقع شده‌است.

## خصوصیات
سانتا الیزابتا ۱۶٫۲ کیلومترمربع مساحت و ۲٬۹۰۶ نفر جمعیت دارد و ۴۵۷ متر بالاتر از سطح دریا واقع شده‌است.